# کاستلسانتانجلو
کاستلسانتانجلو (به ایتالیایی: Castelsantangelo sul Nera) یک کومونه در ایتالیا است که در استان ماچه‌راتا واقع شده‌است.

## خصوصیات
کاستلسانتانجلو ۷۱٫۲ کیلومترمربع مساحت و ۳۱۸ نفر جمعیت دارد و ۷۶۰ متر بالاتر از سطح دریا واقع شده‌است.